# معركة 26 يونيو 1625
معركة 26 يونيو 1625 هي المعركة التي وقعت يوم 26 يونيو 1625 بالقرب من سرقوسة، صقلية، عندما هزمت 6 سفن بنزرتية 5 قوادس مالطية.

## السفن المعنية

### بنزرت
4 قوادس (واحدة منهم كانت إسبانية سابقًا، تم الاستيلاء عليها عام 1624)
4 سفن أخرى

### مالطا
سان جيوفاني - مستولي عليها
سان فرانسيسكو - مستولي عليها
3 سفن حربية أخرى